# Desaparición de Najeeb Ahmed

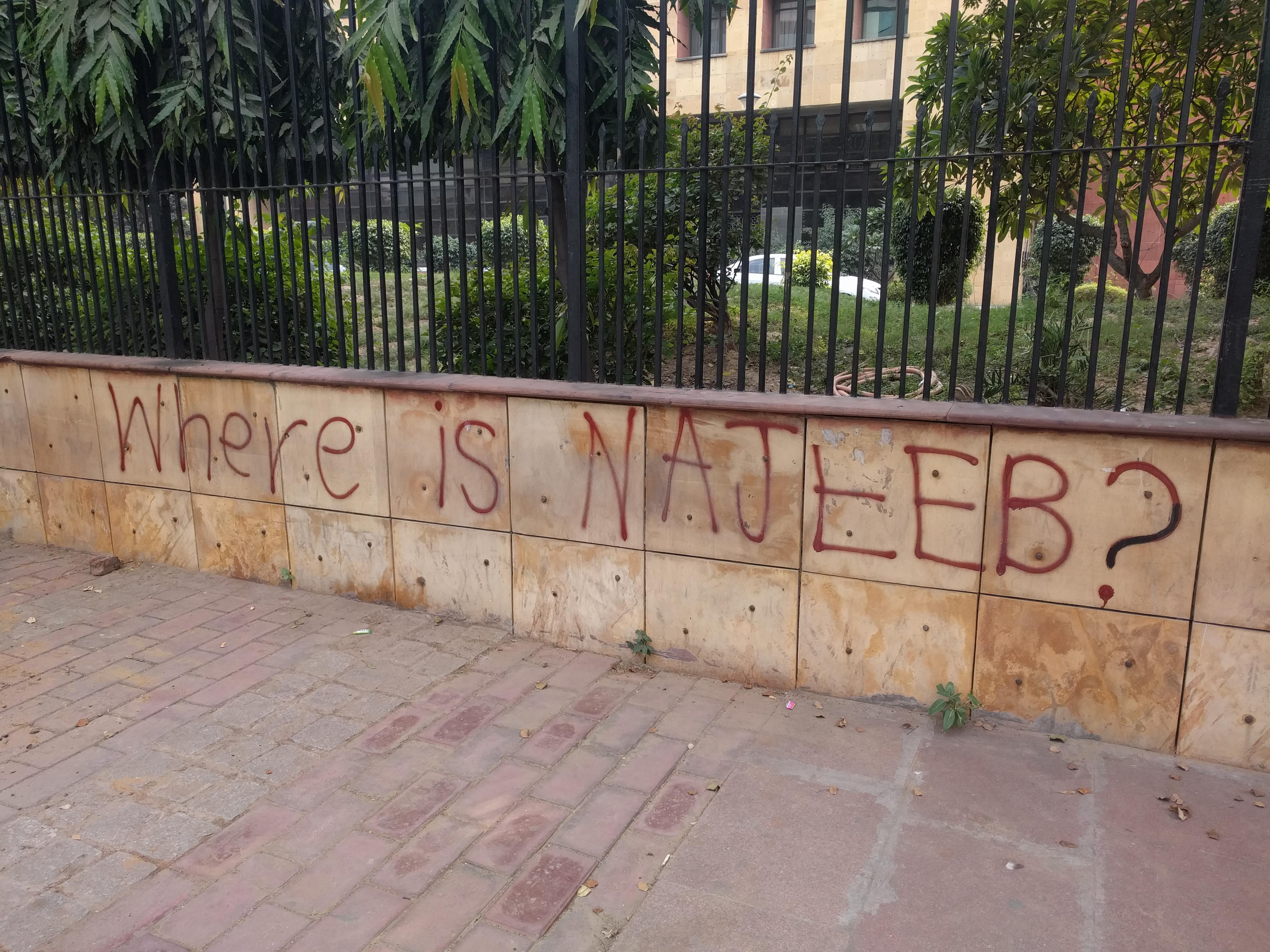
"¿Dónde está Najeeb?" grafiti frente a la sede de la Oficina Central de Investigación, Nueva Delhi. (La sede de la (CBI) está en el lado opuesto de la carretera, no en la foto.)

Najeebany Ahmed era un estudiante de primer año de biotecnología en la Universidad Jawaharlal Nehru en Nueva Delhi, India, que desapareció en circunstancias sospechosas el 15 de octubre de 2016 de su albergue en el campus universitario.

## Desaparición
Najeeb era un estudiante recién inscrito en la JNU y había residido en el albergue Mahi-Mandavi en el campus de la JNU por menos de una semana antes de desaparecer. Su familia y la Unión de Estudiantes de la JNU (JNUSU) han mantenido constantemente que la desaparición de Najeeb estaba relacionada con el asalto a su casa la noche anterior; por lo tanto, han exigido que las agencias de investigación investiguen el vínculo entre el asalto y la desaparición. La madre de Najeeb, Fatima Nafees, presentó una petición de habeas corpus el 25 de noviembre de 2016 ante el Tribunal Superior de Delhi, después de que la policía de Delhi no lograra ningún avance en el caso un mes después de la desaparición de su hijo.

## Investigación
La policía había presentado una denuncia por secuestro y reclusión ilegal basada en la denuncia de la madre de Najeeb, Fatima Nafees, del 15 de octubre de 2016. Las principales agencias de investigación del país, como el Equipo Especial de Investigación (SIT) de la Policía de Delhi, la División de Crimen de la Policía de Delhi y ahora la Oficina Central de Investigación (CBI) no han podido encontrar ninguna pista sobre su desaparición. Todas estas agencias han sido amonestadas por el Tribunal Superior de Delhi en diferentes puntos por su mala investigación del caso. La policía de Delhi gastó aproximadamente 24 lakhs de rupias en anunciar la desaparición de Najeeb.
Después de 25 días, la investigación fue transferida a la Subdivisión de Crimen. Se encontraron imágenes de circuito cerrado de TV que llevaron a los investigadores a identificar el bicitaxi que Najeeb supuestamente tomó del campus de la JNU. Los    teléfonos móviles de los nueve acusados del ABVP fueron enviados por el CBI al Laboratorio de Ciencias Forenses en Chandigarh. Se extrajeron casi 122 gigabytes de datos de seis de los teléfonos, sin embargo los datos no revelaron ninguna información relevante. 
Los datos no revelaron ninguna información relevante. El 29 de junio de 2017, el CBI anunció una recompensa de 10 lakh de rupias  (1 millón de rupias) por información sobre Najeeb Ahmed.
El CBI, que estaba investigando la desaparición de Najeeb, en uno de sus alegatos ante el Tribunal Superior de Delhi, declaró que la policía de Delhi había forzado una declaración falsa de un conductor de automóvil de que había llevado a Najeeb a Jamia Milia Islamia el día de su desaparición. La policía de Delhi había usado esta prueba inventada para seguir la teoría de que Najeeb había abandonado el campus por su propia voluntad. También usó el historial médico de Najeeb para afirmar que estaba mentalmente perturbado. Después de no poder probar ninguna conexión entre su condición médica y su desaparición la policía de Delhi abandonó silenciosamente esta línea de investigación.
Su madre Fatima Nafees emitió avisos legales a publicaciones prominentes como Times of India, Times Now, Zee News, etc. por haber informado falsamente que Najeeb Ahmed tenía conexiones con el ISIS o que se había ido para unirse al ISIS.
El tribunal preguntó al CBI en mayo de 2019 si Najeeb está vivo o muerto. El CBI respondió que Najeeb fue visto por última vez con su amigo y que se ha mantenido oculto. Su madre Fátima se opuso a esa declaración y exigió una audiencia.

## Función de la administración de la JNU
La administración de la Universidad Jawaharlal Nehru fue acusada de partidismo e inacción para proteger a los agresores de Najeeb por la comunidad estudiantil de JNU, que bloqueó el edifucio de administración durante 20 horas el 23 de octubre de 2016. La administración había emitido circulares diciendo que Najeeb había enojado a los estudiantes en el campus. Después de publicar un boletín de 25 puntos sobre Najeeb en el que no mencionaba su agresión la noche anterior, la Asociación de Maestros de JNU (JNUTA) culpó a la administración por su apatía y parcialidad en el manejo del problema y criticó el boletín publicado por la universidad por "omitir selectivamente" el hecho de que Ahmed fue atacado durante una pelea la noche anterior. La   madre de Najeeb Ahmed, Fatima Nafees, también acusó a la administración de la JNU de insensibilidad.

## Activismo de la madre Fatima Nafees
Fatima Nafees se ha unido con frecuencia a los activistas en las protestas contra el gobierno central y la administración de la JNU. Se unió a la Unión de Estudiantes de la Universidad Jawaharlal Nehru (JNUSU) en la protesta: Enciende un rayo de esperanza por Najeeb en 2016. Se dirigió a una campaña de la organización estudiantil SIO de Jamaat-e-Islami en el Press Club Of India el 22 de marzo de 2017. Inauguró una exhibición de la organización SIO en Malappuram en 2018. Se unió a Kavitha lankesh, la profesora Apoorvaand, Shaista Parveen, en una reunión pública en Jantar Mantar de Delhi para el tercer aniversario de la desaparición de Najeeb junto al diputado del BSP Danish Ali, el autor Arundhati Roy, el abogado de la Corte Suprema Prashant Bhushan, la profesora de St. Stephen's College Nandita Narain en 2019. Se unió a N Sai Balaji, Presidente Nacional de la Asociación de Estudiantes de Toda India (AISA) en JNU el 23 de noviembre de 2019. Hizo campaña por Kanhaiya Kumar en Begusarai durante las elecciones parlamentarias de 2019.   Se unió a Nadeem Khan de "United Against Hate", que también es secretario adjunto de Jamaat-e-Islami, en una conferencia de prensa celebrada el 4 de octubre de 2019. La Junta de Delhi Wakf, encabezada por Amanatullah Khan, que también es miembro de la AAP MLA, le donó 5 lakh de rupias y le dio un trabajo a su otro hijo.